# Au p'tit zouave
Pour plus de détails, voir Fiche technique et Distribution.
Au p'tit zouave est un film français réalisé par Gilles Grangier sorti en 1950.

## Synopsis
Le P'tit Zouave, un café du quartier de Grenelle, voit défiler une clientèle bariolée du Paris populaire. Un assassin en série de vieilles filles, « l'homme à la bouteille de lait », sévit dans le quartier. Armand, le patron est à ses heures le receleur de Louis, un petit malfrat du quartier, et loue quelques chambres. Mademoiselle Hélène, une jeune femme rangée y est en pension et doit subir les avances de plusieurs clients, qu'elle repousse avec fermeté. Fernande, la serveuse, jamais en reste d'un sourire entendu et d'un commentaire franc du collier, est moins farouche. Eugène, un ancien policier, est le souteneur d'Olga, une prostituée qui fait ses passes au P'tit Zouave, mais ne manque pas de classe.
Quand arrive un soir monsieur Denis, jeune homme distingué jurant avec la clientèle populaire, tout le monde est intrigué. Il remarque tout de suite Hélène et décide de prendre pension dans le café-hôtel en se disant évasivement journaliste. La police s'intéresse au café : Armand se pense visé pour ses activités de recel, mais s'aperçoit que l'inconnu qui rôde incognito autour des clients, qui s'avère être le commissaire Bonnet, ne le coince en réalité que pour l'aider à démasquer le tueur à la bouteille de lait.

## Fiche technique
- Réalisation : Gilles Grangier
- Scénario et dialogue : Pierre Laroche
- Adaptation : Albert Valentin
- Musique : Vincent Scotto
- Décors : Raymond Druart
- Photographie : Marcel Grignon
- Cameraman : Roger Duculot
- Son : Lucien Lacharmoise
- Montage : Pierre Delannoy
- Production : Claude Dolbert
- Directeur de production : Jean Velter
- Société de production : Codo Cinéma
- Société de distribution : Union Française de Production Cinématographique (UFPC)
- Format : noir et blanc - 1,37:1 - 35 mm - Son mono
- Pays de production :  France
- Tournage : aux Studios de Billancourt (Paris-Studios-Cinéma) et en extérieurs dans le 15e arrondissement de Paris du 21 novembre 1949 au 31 décembre 1949
- Genre : comédie dramatique
- Durée : 104 minutes
- Date de sortie : France : 16 mars 1950
- Affiches : Jacques Bonneaud, Boris Grinsson (France)

## Distribution
- François Périer : M. Denis
- Dany Robin : Hélène
- Marie Daëms : Olga
- Jacques Morel : Félix Lambert
- Alice Field : Amélie Billot
- Yves Deniaud : Henri
- Paul Frankeur : le commissaire Bonnet
- Robert Le Fort : un habitué du P'tit Zouave
- Bernard Lajarrige : Louis
- Paul Azaïs : Adolphe
- Marcel Delaître : un inspecteur
- Émile Genevois : le vendeur de journaux
- Renaud Mary : Eugène
- Arthur Devère : le père Aubin
- Robert Dalban : Armand Billot
- Henri Crémieux : M. Florent
- Annette Poivre : Fernande
- Jacques Beauvais : le livreur
- Franck Maurice : l'écailler/ un inspecteur de police